# Cesare Miceli Picardi
Pour les articles homonymes, voir Picardi.
Cesare Miceli Picardi est un acteur italien. Dans certains films, il est parfois crédité sous le nom de Cesarino Miceli Picardi.

## Biographie
Cesare Miceli Picardi a joué dans certains films des années 1960. On le remarque en particulier dans Huit et demi de Federico Fellini, où il joue le rôle de l'inspecteur de production.

## Filmographie
- 1960 : La dolce vita de Federico Fellini.
- 1963 : Huit et demi (8½) de Federico Fellini.
- 1963 : Le Terroriste (Il terrorista) de Gianfranco De Bosio.
- 1964 : Boulevard du vice (Via Veneto) de Giuseppe Lipartiti
- 1965 : Juliette des esprits (Giulietta degli spiriti) de Federico Fellini.
- 1965 : La suora giovane de Bruno Paolinelli.
- 1965 : Je la connaissais bien (Io la conoscevo bene) de Antonio Pietrangeli.
- 1967 : Homicide sur rendez-vous (Omicidio per appuntamento) de Mino Guerrini.
- 1968 : Gangster 70 de Mino Guerrini.